# Clown Ferdinand und die Rakete
Clown Ferdinand und die Rakete (Tschechisch: Klaun Ferdinand a raketa) ist ein tschechoslowakischer Kinderfilm im Genre des Science-Fiction-Films von 1963.

## Handlung
Eine namentlich nicht erwähnte Stadt am Morgen. Der Clown Ferdinand, Ferdi genannt, bereitet in seinem Wohnwagen sich und seinem sprechenden Papagei ein Frühstück vor. Da er kein Radio besitzt, entgeht ihm, dass der Rundfunk verkündet, dass ein schnell fliegendes fremdes Flugobjekt auf die Stadt zusteuert. Die Stadt wird evakuiert, und Ferdi fährt mit seinem Auto „Klingeling“ durch die menschenleeren Straßen, um in einem Theater eine Vorstellung zu geben. Doch dort wartet einzig und allein das Mädchen Helenka auf ihn.
Während er Helenka auf der Bühne eine Vorstellung gibt, kommen noch die Jungen Jirka und Honzik als Zuschauer hinzu. Nach der Vorstellung stellen alle vier fest, dass die Stadt tatsächlich verlassen ist. Sie fahren mit „Klingeling“, der Ferdis Wohnwagen zieht, los. Plötzlich landet vor der Stadt das angekündigte Flugobjekt, das sich als raketenartiges Raumschiff erweist. Ferdi und die Kinder fahren mit „Klingeling“ und dem Wohnwagen durch eine offen stehende Luke in das Raumschiff hinein, das sofort in den Weltraum startet, von wo aus die Reisenden die Erde sehen können.
Im Raumschiff, in dem sich keine anderen Lebewesen aufhalten, stoßen sie auf einen Roboter, der sich unsichtbar machen kann. Ferdi nennt den Roboter, der halbwegs sprechen kann, „Josef“. Bei der Erkundung des Raumschiffs stoßen sie unter anderem auf eine Maschine, die beliebig Gegenstände reproduzieren kann wie z. B. Regenschirme oder Puppen. Verwirrung entsteht, als Ferdi den Kindern Eierkuchen machen will und diese anbrennen lässt. Schließlich gelingt es, „Josef“ dazu zu bringen, das Raumschiff wieder auf der Erde zu landen, wo die Weltraumfahrer die Rakete wieder verlassen können.

## Kritik
„Mehrfach preisgekrönter Kinderfilm, der der kindlichen Phantasie auf spielerische Art einen Teil der Technik erschließen will.“

## Produktionsnotizen
Für die Innenaufnahmen des Raumschiffs wurde die Requisite aus Poláks ebenfalls 1963 produziertem Film Ikarie XB 1 benutzt.

## Überlieferung
Der Film wurde bereits 1964 im westdeutschen Fernsehen ausgestrahlt. 2016 erschien von Icestorm Entertainment eine DVD-Edition.